# Kalendarium Małego Jodła
Małe Jodło – wieś położona 10,5 km na W od Ostrowca Świętokrzyskiego, nad rzeką Węgierką; ok. 16 km na NE od klasztoru, graniczy na NE z → Prawęcinem.
Nazwy miejscowe wsi w dokumentach źródłowych - 1658 „Molendinum Instrumentalis alias Międzygorski”, 1662, 1673 „Międzygorze”, 1683 „Międzygorze”, 1705 „Międzygorskie”, ob. „Parumedes”, vulgo „Małoiadło”, 1787, 1827 „Małeiadło”, 1790 Międzygórze, teraz zaś „Małoiadło”, 1885 „Małejodło”; zwane też „Małojędliny”, „Niemsta”, „Niemsciny”.

## Podległość administracyjna świecka i kościelna
W roku 1658 (1667) początkowo młyn, w roku 1683 sołectwo, 1787 wójtostwo w powiecie radomskim, 1827 powiat opatowski (Tabela II 6); 1787 parafia Kunów.

## Opis granic
Opis przebiegu granic zaczerpnięty z opisu granic Prawęcina wsi w posiadaniu klasztoru od lat 1438–79.
- 1780 – z opisu granic Prawęcina i Dołów Opacich (wieś opacka po podziale dóbr Doły) wynika położenie Małego Jodła w kluczu boleszyńskim dóbr klasztoru świętokrzyskiego.

Granica biegnie od narożnicy Kotarszyna, Szeligów i Boleszyna przy folwarku „na Zagaiu” → Zagaje, przy kamieniu na drodze z Szelig do młyna w Nosowie, na E do rozdołu Sójka, do rzeczki przy młynie nosowskim.
Następnie w lewo wzdłuż rzeki między gruntami wójtostwa Małe Jodło, laskiem nosowskim aż do Małego Jodła. Tu rzeka skręca w lewo, a granica w prawo pod Górę nosowską do narożnicy Kocimowa, w lewo zaroślami na N do „Przerwy”, stąd wałem granicznym na N wzdłuż granicy z Kocimowem do narożnicy Kunowa, dalej na W wzdłuż granicy z Kunowem do narożnicy Małego Mietelicka i Kunowa.
Dalej granicą z Małym Mietelickiem do narożnicy Wielkiego i Małego Mietelicka (dziś Nietulisko Duże i Nietulisko Małe), na W przez lasek sosnowy do kamienia naprzeciw upustu na rzece Świślinie, w lewo wzdłuż ogrodów dolskich biskupa krakowskiego do błonia, którego używają na pasze wspólnie mieszkańcy obu wsi Doły, do Świśliny, która wyznacza granicę wsi Wiry, gdzie narożnica z Szeligami.
Po czym w lewo do gruntów wójtostwa Małe Jodło, przez lasek do ścieżki do Kotarszyna, stąd do punktu wyjścia.

## Kalendarium - przywileje i obciążenia ekonomiczne
Własność klasztoru świętokrzyskiego
- 1658 – opat i konwent świętokrzyski nadają młyn Międzygorski nad rzeką Węgierką należący do stołu opata w 40-letnią dzierżawę szlachcicowi Janowi Świerczowskiemu i jego żonie Katarzynie Lisieckiej[3].
- 1662 – opat świętokrzyski daje pogłówne od 72 mieszkańców Prawęcina oraz 6 mieszkańców młyna Międzygórze[7].
- 1667 – opat i konwent klasztoru świętokrzyskiego po dobrowolnej rezygnacji Świerczowskich nadają tenże młyn w dzierżawę na pozostały okres z powyższych 40 lat szlachcicowi Hiacyntowi Ulejskiemu i jego żonie Mariannie Miziowskiej[3],
- 1673 – pogłówne od 58 mieszkańców Prawęcina i młyna Międzygórze[8].
- 1705 – opat i konwent świętokrzyski oddają prawem lennym (jure feudi) zniszczone podczas działań wojennych sołectwo zwane dawniej „Międzygoskie”, teraz „Parumedes, vulgo Małoiadło” w kluczu dóbr boleszyńskich nad rzeką Węgierką Wawrzyńcowi Franciszkowi Pietrowskiemu, z dawna im służącemu, i jego żonie Mariannie Jóźwikównie, w dożywocie ich obojga.

Do sołectwa należą: plac ze zniszczonymi zabudowaniami, przyległy ogród k. drogi do Prawęcina i miasta Kunowa, sąsiednia rola na wzgórzu między drogą, zaroślami, czyli Chrostami Dębowymi, rzeką Węgierką, łąką „Kuidowska” i przymiarkami w Prawęcinie, rola z drugiej strony Węgierki do miedzy Brzekowska, od rowu Kędzierowska do miejsc zwanym Stęmpli i Świńskie, rola za upustem koło rzeki płynącej z Nosowa, od rowu Kędzierowska i dołu (fovea) Michałowska do miedzy roli zwanej Łakomy koło wspomnianej drogi.
Rola licząca około 3 staje z poprzecznicą, od miedzy i dołu Michałowska do dołu Pełczyńska i od rzeki Węgierka do roli folwarcznej, łączka nad Węgierką od dołu Pełczyńska do łąki Małkowska, łąka między łąkami prawęcińskimi a mianowicie między łąką „Kuidowska” i ogrodem „młynarzowo nosowskiego”, od rzeki Węgierki do łąki Baczyńska, między drogą wiodącą przez obniżenie a rolą folwarczną i łąką sołtysa.
Małżonkowie otrzymują 300 florenów na koszty budowy zabudowań, mają co roku na ś. Marcina [11 XI] płacić kanon w wysokości 1,5 grzywny, oddając go zakrystianowi w zakrystii kościoła klasztornego.
- około 1770 dożywotnim dzierżawcą zostaje Teodor Gołkowski z żoną Marianną Grajewską[10].
- 1780 – pisze się o wójtostwie w kluczu boleszyńskim opata świętokrzyskiego, niegdyś zwanego Międzygórze, obecnie Małe Jodło, dzierżą je Jaśnie Państwo Franciszek i Anna Zarzyccy z córką Anną, którzy przywilejem opata Józefa Niegolewskiego z 1775 r. otrzymali je na 30 lat z zastrzeżeniem odnowienia nadania, za kaucją 1000 zł.

Płacą kanon „pro Fabrica Ecclesiae” po 2 złote 12 groszy rocznie. O dwóch budynkach wiadomo że bardzo zniszczone.
Subsidium charitativum wynosi 20 zł.
- 1787 – Małe Jodło liczyło 12 mieszkańców[12].
- 1809 – opat świętokrzyski oddaje Małe Jodło w dzierżawę na 30 lat[13]. Kasata klasztoru w roku 1819 dzierżawę przerwała.
- 1827 – wieś miała 4 domy i 39 mieszkańców(Tabela II 6).

## Powinności dziesięcinne
Dziesięcina należała do plebana Kunowa przez cały czas trwania własności klasztoru. Wymiar bliżej nieznany.